# Michael Imperioli
James Michael Imperioli (Ringwood, New Jersey, 26. ožujka 1966.) američki je glumac. Najpoznatiji je po ulozi Christophera Moltisantija iz televizijske serije Obitelj Soprano.

## Vanjske poveznice
- Michael Imperioli u internetskoj bazi filmova IMDb-u (engl.)